# Pont del Rector
El Pont del Rector, o Pont de la Pedrera, i també conegut popularment com a Pont del Rubell a causa del restaurant que té a tocar, és un pont del terme municipal de Monistrol de Calders, a la comarca del Moianès, inclòs a l'Inventari del Patrimoni Arquitectònic de Catalunya.
Està situat al bell mig del poble de Monistrol de Calders, damunt de la riera de Sant Joan, al costat de les restes de l'església de Sant Joan (l'actual Bar Sport). Sobre la riera de Sant Joan, afluent del riu Calders, afluent per l'esquerra del Llobregat.
Deu el seu nom al seu promotor, mossèn Francesc Bellver, rector de la parròquia del poble de finals del segle xviii. Es diu que el feu construir perquè quan havia de dur l'extrema unció als moribunds del poble, que queda a l'altre costat de la riera respecte de la rectoria, si la riera anava crescuda, no podia travessar, atès que l'únic camí de comunicació passava la riera a gual o per una palanca baixa que quedava sota el nivell del riu en anar aquest crescut.